# Patrick Laviosa
Patrick Laviosa, né le 20 octobre 1966 à Nîmes, est un comédien et musicien français. Pianiste, compositeur, arrangeur, et chanteur, il travaille principalement dans le domaine du théâtre musical. L'une de ses compositions, Le Cabaret des hommes perdus, a obtenu le Molière du spectacle musical en 2007.

## Biographie
Il arrive à Paris à 20 ans, fréquente beaucoup le Piano Zinc, tout comme Denis d'Arcangelo, Alexandre Bonstein, Pascal Mary, Jean-Philippe Maran et d'autres jeunes débutants qui deviendront ses futurs partenaires de scène. De 1993 jusqu'à la fermeture en 1998, il travaillera régulièrement comme pianiste au Piano Zinc. En 1988, il fait la rencontre de Pierre Philippe, grâce à qui il obtient ses premières commandes de compositions pour la firme Gaumont, entre autres le Judex de Louis Feuillade, en 1991.
En 1994, il se lie d'amitié avec Philippe Candelon et entre dans la troupe des Baladins en Agenais. Pendant deux années, il collaborera à tous les spectacles et projets de Roger Louret, à la fois dans le Sud-Ouest et à Paris. C'est ainsi qu'il remplacera Olivier Lennes à la direction des Années Twist, aux Folies Bergère où il créera aussi Les Z'Années Zazous. Il fut le premier directeur musical des Années Tubes sur TF1.
Il enchaîne ensuite les spectacles musicaux de toutes sortes, soit comme compositeur, soit comme interprète, occupant la plupart du temps le poste de directeur musical et d'arrangeur.
En 2007, la SACD lui décerne le prix Maurice Yvain pour récompenser son travail de compositeur dans le domaine de la musique légère. Il fait occasionnellement des apparitions au cinéma, comme dans Coco avant Chanel d'Anne Fontaine, en 2009, mais c'est généralement dans le spectacle vivant qu'il officie.
Son goût pour le cabaret le conduit à participer à des créations inclassables telles que la série des Rififi et des Youpi mis en scène par Caroline Roëlands, et on a pu le voir sur la scène de Madame Arthur et du Cabaret Secret. Il a longtemps été le le ténor du groupe Cinq de Cœur, dont il réalisait les arrangements vocaux.
Patrick Laviosa est également accordeur de pianos.

## Spectacles
- 1993 : Le plus heureux des trois, d'Eugène Labiche, mise en scène de Jean-Luc Revol
- 1994 : Les Cancans de la Butte, mise en scène de Roger Louret

- 1995 :
  - Les Années Twist, mise en scène de Roger Louret, aux Folies Bergère[4]
  - À Nogent-sur-Garonne, mise en scène de Roger Louret
  - Les Z'années zazous, mise en scène de Roger Louret, aux Folies Bergère[4]

- 1998 : Le Tour du monde en quatre-vingt chansons, de Miguel-Ange Sarmiento

- 1999 :
  - On ne me comprend pas, avec Jean-Paul Delvor, mise en scène de Sébastien Lalanne
  - Les Trente Millions de Gladiator, d'Eugène Labiche, mise en scène de Jean-Luc Revol, au Théâtre de la Madeleine

- 2001 : Le Malade imaginaire, de Molière, mise en scène de Gildas Bourdet
- 2002 : Hop la boum, monsieur Chevalier, mise en scène de Philippe Ermelier
- 2004 : Créatures, de Lee Maddeford et Alexandre Bonstein, mise en scène d'Agnès Boury, au Théâtre de la Renaissance

- 2005 :
  - Nonnesens, de Dan Goggin, au Théâtre Déjazet
  - Les Hors-la-loi, d'Alexandre Bonstein, mise en scène d'Agnès Boury, au Théâtre Marigny

- 2006 : Chantons dans le placard, de Michel Heim, mise en scène de Stéphane et Christophe Botti
- 2009 : Métronome, mise en scène de Pascal Légitimus
- 2011 : Chasseurs de sons, mise en scène de Marc Locci
- 2012 : Les 2G, artistes de music-hall, avec Denis d'Arcangelo et Jean-Luc Revol, mise en scène d'Agnès Boury
- 2013 : À l'agité du bocal, de Bernard Cavanna sur un texte de Céline, avec l'ensemble Ars Nova[12]

- 2014 :
  - Le Concert sans retour, mise en scène de Meriem Menant
  - George Sand, ma vie, son œuvre, de Caroline Loeb, mise en scène d'Alex Lutz

- 2016 : Passage en revue, d'Estelle Danière, mise en scène de Flannan Obé, à L'Archipel

- 2017 :
  - Diva sur divan, de Céline Bognini, mise en scène de Jean-Philippe Bêche
  - Virage à droite, de Nicolas Bacchus et Stéphanie Bourguignon

- 2018 : Oh la belle vie, mise en scène de Philippe Lelièvre
- 2019 : Normandie, de Paul Misraki, mise en scène de Christophe Mirambeau, au Théâtre impérial de Compiègne

- 2020 :
  - Une soirée avec Patrick Laviosa, seul en scène avec Sébastien Mesnil à l'accordéon.
  - La Carpe et le Lapin, avec Catherine Frot et Vincent Dedienne, au Théâtre de la Porte-Saint-Martin
  - Je suis vous tous (qui m'écoutez), avec Jacques Verzier, au Théâtre de la Croix-Rousse

- 2023 :
  - Chère insaisissable, de et avec Sophie Tellier, mise en scène de Jean-Luc Revol.

## Compositeur

### Spectacles
- 1998 : La Tempête, de William Shakespeare, mise en scène de Jean-Luc Revol
- 1999 : Amour et Tortilla, de Denis d'Arcangelo, mise en scène de Philippe Bilheur
- 2003 : Simenon et Joséphine, de Stéphane Laporte, mise en scène de Jean-Louis Grinda, à l'Opéra royal de Wallonie[13]
- 2006 : Le Cabaret des hommes perdus, de Christian Siméon, mise en scène de Jean-Luc Revol, au Théâtre du Rond-Point[1]
- 2007 : Panique à bord, de Stéphane Laporte, mise en scène d'Agnès Boury[14]
- 2010 : Non, je ne danse pas, de Lydie Agaesse, mise en scène de Jean-Luc Revol
- 2014 : Alice Wonderland, d'après Lewis Carroll, mise en scène de Vincianne Regattieri

### Films
- 1990 :
  - Vespérales, de Pierre Philippe
  - Sacha Guitry et ses femmes, de Pierre Philippe

- 1994 : Tout le monde est parfait, de Jean-Jacques Jauffret
- 2000 : La Jeune Fille et la Tortue, de Stéphane Ly-Cuong
- 2002 : Paradisco, de Stéphane Ly-Cuong[15]
- 2003 : Chanel : la vie comme un roman, de Pierre Philippe
- 2014 : Barbarie, de Jérémy Circus
- 2015 : Feuilles de printemps, de Stéphane Ly-Cuong
- 2016 : Noces de Rose, de Jérémy Circus
- 2017 : Avant les roses, de Jérémy Circus

- 2019 :
  - Le Petit Voleur de rêves, de Jérémy Circus
  - Petites Histoires de fantômes, de Jérémy Circus
  - Le Bûcheron et l'Ogresse, de Jérémy Circus

### Films muets restaurés
- [1908] Une dame vraiment bien, de Louis Feuillade[16]
- [1909] Le Printemps, de Louis Feuillade
- [1909] La Possession de l'enfant, de Louis Feuillade
- [1911] L'Orgie romaine, de Louis Feuillade
- [1911] Le Trust, de Louis Feuillade
- [1912] Erreur tragique, de Louis Feuillade
- [1912] Le Nain, de Louis Feuillade
- [1912] La Hantise, de Louis Feuillade
- [1913] Bout de Zan vole un éléphant, de Louis Feuillade
- [1913] L'Agonie de Byzance, de Louis Feuillade
- [1917] Judex, de Louis Feuillade
- [1929] L'Arpète, de Donatien

Les films suivants ont été mis en musique par les monteurs ou les restaurateurs eux-mêmes, à partir de musiques composées par Patrick Laviosa pour des films différents. Il s'agit de montages sonores et non de musiques originales, contrairement à la mention indiquée sur le support.
- [1906] La Naissance, la Vie et la Mort du Christ, Alice Guy
- [1907] Le Récit du colonel, de Louis Feuillade
- [1909] La Fée des grèves, de Louis Feuillade
- [1910] La Nativité, de Louis Feuillade
- [1911] Bébé tire à la cible, de Louis Feuillade
- [1911] La Tare, de Louis Feuillade
- [1912] Le Cœur et l'Argent, de Louis Feuillade
- [1913] Oscar et Kiki la midinette, Léonce Perret
- [1913] Oscar au bain, Léonce Perret
- [1993] Le Roman du music-hall, de Pierre Philippe
- [2019] Le Grand Roman du music-hall, de Pierre Philippe

## Télévision
- 1995 : Les Années Tubes, TF1, présenté par Jean-Pierre Foucault
- 2000 : Chante la vie, chante, FR3, présenté par Michel Field et Jérôme Commandeur
- 2009 : Une famille formidable, saison 9, TF1[17]
- 2016-2019 : Karambolage, Arte, plusieurs voix off en français et en allemand

### Biographie
- « Artiste : Patrick Laviosa » (biographie), Opérette Théâtre Musical, Paris, s.n., no 145,‎ 1er novembre 2007 (ISSN 0245-8772, présentation en ligne).